# Frederick Ponsonby (4e baron Ponsonby de Shulbrede)
Frederick Matthew Thomas Ponsonby, 4e baron Ponsonby de Shulbrede, baron Ponsonby de Roehampton, né le 27 octobre 1958,  est un pair britannique et un homme politique, membre du Parti travailliste.

## Biographie
Frederick Ponsonby est l'aîné des enfants de Thomas Ponsonby (3e baron Ponsonby de Shulbrede) (1930–1990), et de sa première épouse Ursula Fox-Pitt. Il succède à son père en tant que baron Ponsonby en 1990. Il siège pour le parti travailliste et participe régulièrement aux débats. Il perd son siège à la Chambre des lords après l'adoption de la House of Lords Act 1999. Cependant, en 2000, il est créé pair à vie en tant que baron Ponsonby de Roehampton, de Shulbrede dans le comté de West Sussex, et retourne à la chambre haute du parlement.
Il est membre du Comité mixte sur le projet de loi sur les abus domestiques.
Ponsonby est marié et père de deux enfants, Eve (née en 1991) et Cameron (1995).